# Ассоциация в поддержку Всемирной конституции и парламента
Ассоциация в поддержку Всемирной конституции и парламента (англ. World Constitution and Parliament Association, WCPA), официально известная как Всемирный комитет по Всемирной конституционной конвенции (англ. World Committee for a World Constitutional Convention, WCWCC), является международной неправительственной организацией, занимающейся продвижением мира во всем мире, глобальной демократии, вопросами всемирного федерализма и созданием Всемирной конституции и Всемирного парламента.
С 2012 года Глен Мартин (Glen T. Martin) занимает пост президента Ассоциации.

## История
Ассоциация в поддержку Всемирной конституции и парламента возникла из Кампании за мировое правительство, движения, которое набрало силу после Второй мировой войны. Филип Айсли (Philip Isely) и Маргарет Айсли (Margaret Isely), правозащитники из Денвера, штат Колорадо, США, стали ключевыми фигурами в продвижении всемирного парламента. В середине 1950-х годов они присоединились к Кампании за мировое правительство в Чикаго, а в 1958 году вместе с Тейном Ридом (Thane Read), Гай Маршаном и Мари Филипс Скот, они сформировали Всемирный комитет по Всемирной конституционной конвенции. В 1961 году комитет основал свою штаб-квартиру в Денвере и выступил с публичным призывом к созыву Всемирной конституционной конвенции, собрав делегатов из 50 стран и одобрения нескольких глав государств.
В 1966 году организация была переименована в «Ассоциацию в поддержку Всемирной конституции и парламента», где Филип Айсли занимал пост генерального секретаря, а Маргарет Айсли — казначея. После смерти своей первой жены в 1997 году Филип женился повторно в 2001 году и покинул Ассоциацию в 2003 году, когда Глен Мартин принял роль генерального секретаря.

## Конституция Земли
Конституция Земли (иное название — Конституция Федерации Земли, англ. Constitution for the Federation of Earth), сформулированная группой правоведов между 1968 и 1991 годами, представляет собой основу для глобального правительства. Ассоциация в поддержку Всемирной конституции и парламента продвигает ее принципы. С 1982 года состоялось пятнадцать сессий Временного Всемирного Парламента (Provisional World Parliament) для разработки модельных законов в контексте глобального управления.